# 22165 Кетідуглас
22165 Кетідуглас (22165 Kathydouglas) — астероїд головного поясу, відкритий 20 листопада 2000 року.
Тіссеранів параметр щодо Юпітера — 3,590.